# L'Isle-Arné
L'Isle-Arné é uma comuna francesa na região administrativa de Occitânia, no departamento de Gers. Estende-se por uma área de 6,97 km². Em 2010 a comuna tinha 184 habitantes (densidade: 26,4 hab./km²).